# Federale monarchie
Met de term federale monarchie kan zowel een federatie van monarchieën als een federatie met een monarch als staatshoofd op federaal niveau bedoeld worden. 

## Federatie van monarchieën
Bij een federatie van monarchieën zijn de deelstaten zelf een monarchie en vormen ze tezamen een federatie. Het staatshoofd van dit federale land kan gekozen worden uit een van de vorsten van de verschillende monarchieën of het staatshoofdschap rouleert tussen de verschillende monarchen. Voorbeelden zijn de Verenigde Arabische Emiraten, waarbij de monarchen, emirs, het staatshoofd kiezen. Een ander voorbeeld is Maleisië, waar de functie van staatshoofd rouleert tussen de sultans. 
Een voorbeeld uit het verleden van een federatie van monarchieën was het Duitse Keizerrijk (1871–1918). De deelstaten (bondslanden) waren vrijwel allemaal koninkrijken, (groot)hertogdommen en vorstendommen. Alleen de stadstaten Bremen, Hamburg en Lübeck kenden een republikeins staatsbestel. Op federaal niveau had Duitsland een keizer. De keizer was tevens koning van Pruisen, het grootste bondsland van de federatie.

## Monarchie op federaal niveau
De term federale monarchie wordt ook gebruikt voor bondsstaten waarin een koning of andere monarch aan het hoofd van het land staat, maar waarbij de deelstaten geen monarchieën zijn. In België bijvoorbeeld heeft de koning geen rol in het bestuur van de gewesten en de gemeenschappen en is er ook geen gouverneur die de koning op deelstaatniveau vertegenwoordigt. Waar de uitvoerende macht op federaal niveau formeel bij de koning ligt (maar de federale ministers verantwoordelijk zijn), ligt de uitvoerende macht van de gewesten en de gemeenschappen direct bij hun -uit ministers bestaande- regeringen. 
Spanje en het Verenigd Koninkrijk worden vanwege de verregaande autonomisering van sommige van hun deelgebieden soms beschreven als federale monarchieën, maar zijn unitaire (geregionaliseerde) monarchieën.

## Monarchie op zowel federaal als deelstaatniveau
Charles III is niet alleen koning van Australië en Canada; hij is ook het staatshoofd van iedere deelstaat van het land. De King in Right of Canada is dus bijvoorbeeld ook King in Right of Ontario. Aangezien de koning voornamelijk in het Verenigd Koninkrijk verblijft, wordt hij op federaal niveau vertegenwoordigd door een gouverneur-generaal en op deelstaatniveau door een gouverneur (Australië) of een luitenant-gouverneur (Canada). Net als de koning vervullen zijn vertegenwoordigers vooral een ceremoniële rol. Hoewel ze formeel veel macht hebben, dienen ze slechts te handelen op het advies van de ministers van de betreffende (deel)staat.
Ook het Koninkrijk der Nederlanden kent federale trekken. De koning voert hier niet alleen de regering van het koninkrijk, maar ook van ieder van de vier landen. Aangezien de koning zelden op Aruba, Curaçao en Sint Maarten aanwezig is, wordt hij daar door een gouverneur vertegenwoordigd. Anders dan in de deelstaten van Australië en Canada heeft de gouverneur een dubbelrol: hij vertegenwoordigt niet alleen de koning als hoofd van de regering van het betreffende land, maar hij vertegenwoordigt ook de regering van het Koninkrijk. In die laatste hoedanigheid heeft de gouverneur ook feitelijke macht.

## Geen federale monarchie
Een federale republiek waarbij er een of meerdere gebiedsdelen geregeerd worden door monarchen, maar waar zij op federaal niveau geen macht uitoefenen, wordt niet als een federale monarchie beschouwd. Dit komt voor in enkele Afrikaanse landen.